# Born (album)
Pour les articles homonymes, voir Born.
 (juin 2017).
Si vous disposez d'ouvrages ou d'articles de référence ou si vous connaissez des sites web de qualité traitant du thème abordé ici, merci de compléter l'article en donnant les références utiles à sa vérifiabilité et en les liant à la section « Notes et références ».
Albums de Bond
Shine
(2002)
Singles
1. Viva! / Wintersun
Sortie : 4 juin 2001
2. Victory
Sortie : 12 février 2002
3. Viva! / Victory (Japon)
Sortie : 21 novembre 2003

Born est le premier album du quatuor à cordes britannico-australien Bond, sorti en 2000.
L'album est un grand succès commercial, il est certifié disque d'or dans quatorze pays et platine dans douze.
L'album se classe no 1 dans les UK Classical charts (en français : Classement britannique des musiques classiques) mais est, par la suite, retiré de ces mêmes charts car ne correspondant pas à toutes les règles de la musique classique.
L'album est réédité en 2001 avec une piste additionnelle.

## Liste des titres
| 1.    | Quixote                 | Magnus Fiennes                                      | 4:46 |
| 2.    | Winter                  | Yoad Nevo                                           | 5:45 |
| 3.    | Victory                 | Tonči Huljić                                        | 4:43 |
| 4.    | Oceanic                 | Camille Saint-Saëns                                 | 6:45 |
| 5.    | Kismet                  | Gay-Yee Westerhoff                                  | 5:15 |
| 6.    | Korobushka              | Traditionnel (arr. Brian Gascoigne)                 | 4:51 |
| 7.    | Alexander the Great     | Huljić                                              | 3:00 |
| 8.    | Duel                    | Huljić                                              | 4:22 |
| 9.    | Bella Donna             | Eos Chater                                          | 3:18 |
| 10.   | The 1812                | Tchaïkovski (arr. Gareth Cousins et Julian Kershaw) | 6:39 |
| 11.   | Dalalai                 | Huljić                                              | 4:08 |
| 12.   | Hymn                    | Fiennes                                             | 4:52 |
| 13.   | Victory (Mike Batt mix) | Huljić                                              | 3:26 |
| 61:50 |                         |                                                     |      |

| Titre bonus - Special Edition Japon, Europe, Indonésie (Decca Records, 2001) et support numérique | Titre bonus - Special Edition Japon, Europe, Indonésie (Decca Records, 2001) et support numérique | Titre bonus - Special Edition Japon, Europe, Indonésie (Decca Records, 2001) et support numérique | Titre bonus - Special Edition Japon, Europe, Indonésie (Decca Records, 2001) et support numérique | Titre bonus - Special Edition Japon, Europe, Indonésie (Decca Records, 2001) et support numérique | Titre bonus - Special Edition Japon, Europe, Indonésie (Decca Records, 2001) et support numérique | Titre bonus - Special Edition Japon, Europe, Indonésie (Decca Records, 2001) et support numérique | Titre bonus - Special Edition Japon, Europe, Indonésie (Decca Records, 2001) et support numérique | Titre bonus - Special Edition Japon, Europe, Indonésie (Decca Records, 2001) et support numérique | Titre bonus - Special Edition Japon, Europe, Indonésie (Decca Records, 2001) et support numérique |
| No                                                                                                | Titre                                                                                             | Compositeur                                                                                       | Durée                                                                                             |                                                                                                   |                                                                                                   |                                                                                                   |                                                                                                   |                                                                                                   |                                                                                                   |
| ------------------------------------------------------------------------------------------------- | ------------------------------------------------------------------------------------------------- | ------------------------------------------------------------------------------------------------- | ------------------------------------------------------------------------------------------------- | ------------------------------------------------------------------------------------------------- | ------------------------------------------------------------------------------------------------- | ------------------------------------------------------------------------------------------------- | ------------------------------------------------------------------------------------------------- | ------------------------------------------------------------------------------------------------- | ------------------------------------------------------------------------------------------------- |
| 14.                                                                                               | Viva! (Orion mix)                                                                                 | Vivaldi (arr. Del!)                                                                               | 3:16                                                                                              |                                                                                                   |                                                                                                   |                                                                                                   |                                                                                                   |                                                                                                   |                                                                                                   |
| 65:06                                                                                             |                                                                                                   |                                                                                                   |                                                                                                   |                                                                                                   |                                                                                                   |                                                                                                   |                                                                                                   |                                                                                                   |                                                                                                   |

| Titres bonus - Asian Limited Edition (Thaïlande, Indonésie, Decca Records, Universal Records, 27 février 2002) | Titres bonus - Asian Limited Edition (Thaïlande, Indonésie, Decca Records, Universal Records, 27 février 2002) | Titres bonus - Asian Limited Edition (Thaïlande, Indonésie, Decca Records, Universal Records, 27 février 2002) | Titres bonus - Asian Limited Edition (Thaïlande, Indonésie, Decca Records, Universal Records, 27 février 2002) | Titres bonus - Asian Limited Edition (Thaïlande, Indonésie, Decca Records, Universal Records, 27 février 2002) | Titres bonus - Asian Limited Edition (Thaïlande, Indonésie, Decca Records, Universal Records, 27 février 2002) | Titres bonus - Asian Limited Edition (Thaïlande, Indonésie, Decca Records, Universal Records, 27 février 2002) | Titres bonus - Asian Limited Edition (Thaïlande, Indonésie, Decca Records, Universal Records, 27 février 2002) | Titres bonus - Asian Limited Edition (Thaïlande, Indonésie, Decca Records, Universal Records, 27 février 2002) | Titres bonus - Asian Limited Edition (Thaïlande, Indonésie, Decca Records, Universal Records, 27 février 2002) |
| No | Titre | Durée | | | | | | | |
| --- | --- | --- | --- | --- | --- | --- | --- | --- | --- |
| 14. | Viva! | 3:17 | | | | | | | |
| 15. | Viva! (!Del mix)                                                                                               | 5:52 | | | | | | | |
| 16. | Viva! (!Del underground mix)                                                                                   | 5:41 | | | | | | | |
| 17. | Korobushka (Live from the Albert Hall)                                                                         | 4:13 | | | | | | | |
| 78:13 | | | | | | | | | |

| 14. | Korobushka (Live at Royal Albert Hall)     |  |
| 15. | Viva! (!Del Mix)                           |  |
| 16. | Viva! (!Del Underground Mix)               |  |
|     | 'Vidéo'                                    |  |
|     | Viva! (Asian Tour Edition Promotion Video) |  |

Note
1. 1 2 3  Dans cette édition, le titre Winter (piste no 2) est renommé Wintersun, écourté à 3:26 avec un crédit adjoint à Gil Brown.

| Édition Enhanced Japon (21 juin 2001) | Édition Enhanced Japon (21 juin 2001) | Édition Enhanced Japon (21 juin 2001) | Édition Enhanced Japon (21 juin 2001) | Édition Enhanced Japon (21 juin 2001) | Édition Enhanced Japon (21 juin 2001) | Édition Enhanced Japon (21 juin 2001) | Édition Enhanced Japon (21 juin 2001) | Édition Enhanced Japon (21 juin 2001) | Édition Enhanced Japon (21 juin 2001) |
| No                                    | Titre                                 | Durée                                 |                                       |                                       |                                       |                                       |                                       |                                       |                                       |
| ------------------------------------- | ------------------------------------- | ------------------------------------- | ------------------------------------- | ------------------------------------- | ------------------------------------- | ------------------------------------- | ------------------------------------- | ------------------------------------- | ------------------------------------- |
| 1.                                    | Victory (Mike Batt mix)               | 3:25                                  |                                       |                                       |                                       |                                       |                                       |                                       |                                       |
| 2.                                    | Quixote                               | 4:43                                  |                                       |                                       |                                       |                                       |                                       |                                       |                                       |
| 3.                                    | Winter                                | 5:44                                  |                                       |                                       |                                       |                                       |                                       |                                       |                                       |
| 4.                                    | Victory (Magnus Fiennes mix)          | 4:41                                  |                                       |                                       |                                       |                                       |                                       |                                       |                                       |
| 5.                                    | Oceanic                               | 6:42                                  |                                       |                                       |                                       |                                       |                                       |                                       |                                       |
| 6.                                    | Kismet                                | 5:13                                  |                                       |                                       |                                       |                                       |                                       |                                       |                                       |
| 7.                                    | Korobushka                            | 4:49                                  |                                       |                                       |                                       |                                       |                                       |                                       |                                       |
| 8.                                    | Alexander the Great                   | 2:58                                  |                                       |                                       |                                       |                                       |                                       |                                       |                                       |
| 9.                                    | Duel                                  | 4:20                                  |                                       |                                       |                                       |                                       |                                       |                                       |                                       |
| 10.                                   | Bella Donna                           | 3:16                                  |                                       |                                       |                                       |                                       |                                       |                                       |                                       |
| 11.                                   | The 1812                              | 6:37                                  |                                       |                                       |                                       |                                       |                                       |                                       |                                       |
| 12.                                   | Dalalai                               | 4:06                                  |                                       |                                       |                                       |                                       |                                       |                                       |                                       |
| 13.                                   | Hymn                                  | 4:47                                  |                                       |                                       |                                       |                                       |                                       |                                       |                                       |
| 14.                                   | Victory (Wild Strings mix)            | 7:15                                  |                                       |                                       |                                       |                                       |                                       |                                       |                                       |
|                                       | 'Enhanced Content'                    |                                       |                                       |                                       |                                       |                                       |                                       |                                       |                                       |
|                                       | Victory (Video)                       |                                       |                                       |                                       |                                       |                                       |                                       |                                       |                                       |
| 68:36                                 |                                       |                                       |                                       |                                       |                                       |                                       |                                       |                                       |                                       |

## Crédits

### Membres du groupe
- Haylie Ecker : premier violon
- Eos Chater : second violon
- Tania Davis : alto
- Gay-Yee Westerhoff : violoncelle
  - Orchestre : The London Session Orchestra

### Équipes technique et production
- Production : Mike Batt, Yoad Nevo, Gareth Cousins, Magnus Fiennes
- Producteur délégué : Mel Bush
- Arrangements (orchestre et quartet) : Julian Kershaw
- Ingénierie (enregistrement) : Pete Lewis
- Enregistrement : Gareth Cousins
- Ingénierie (assistants) : Jason Westbrook, Jay Reynolds, Paul Sutin
- Mastering : Peter Mew
- Mixage : Pete Lewis, Yoad Nevo, Gareth Cousins
- Programmation : Magnus Fiennes
- Programmation (additionnel) : Rick Featherstone
- Photographie : John Paul